# Amphiroa
Amphiroa, rod crvenih algi smješten u vlastiti tribus Amphiroeae, dio je potporodice Lithophylloideae, porodica Lithophyllaceae. Sastoji se od 55 vrsta
Tribus je opisan 1972. a rod 1812.

## Vrste
1. Amphiroa anastomosans Weber Bosse
2. Amphiroa anceps (Lamarck) Decaisne
3. Amphiroa annobonensis Pilger
4. Amphiroa annulata Me.Lemoine
5. Amphiroa articulata (Bory) Athanasiadis
6. Amphiroa beauvoisii J.V.Lamouroux
7. Amphiroa bowerbankii Harvey
8. Amphiroa brasiliana Decaisne
9. Amphiroa breviarticulata Areschoug
10. Amphiroa canaliculata G.Martens
11. Amphiroa capensis Areschoug
12. Amphiroa compressa M.Lemoine
13. Amphiroa crassa J.V.Lamouroux
14. Amphiroa crosslandii M.Lemoine
15. Amphiroa crustiformis E.Y.Dawson
16. Amphiroa cryptarthrodia Zanardini
17. Amphiroa cumingii Montagne
18. Amphiroa currae Ganesan
19. Amphiroa dimorpha Me.Lemoine
20. Amphiroa echigoensis Yendo
21. Amphiroa ephedraea (Lamarck) Decaisne
22. Amphiroa exilis Harvey
23. Amphiroa foliacea J.V.Lamouroux
24. Amphiroa fragilissima (Linnaeus) J.V.Lamouroux
25. Amphiroa franciscana W.R.Taylor
26. Amphiroa galapagensis W.R.Taylor
27. Amphiroa gracilis Harvey
28. Amphiroa hancockii W.R.Taylor
29. Amphiroa howensis A.H.S.Lucas
30. Amphiroa irregularis Kützing
31. Amphiroa itonoi Srimanobhas & Masaki
32. Amphiroa klochkovana A.S.Harvey, W.J.Woelkerling & A.J.K.Millar
33. Amphiroa kuetzingiana Trevisan
34. Amphiroa magdalenensis E.Y.Dawson
35. Amphiroa maletractata Simonsen
36. Amphiroa minutissima W.R.Taylor
37. Amphiroa misakiensis Yendo
38. Amphiroa nodularia (Pallas) Decaisne
39. Amphiroa nodulosa Kützing
40. Amphiroa pacifica Kützing
41. Amphiroa peruana Areschoug ex W.R.Taylor
42. Amphiroa polymorpha M.Lemoine
43. Amphiroa prefragilissima Me.Lemoine
44. Amphiroa pusilla Yendo
45. Amphiroa rigida J.V.Lamouroux
46. Amphiroa rubra (Philippi) Woelkerling
47. Amphiroa setacea Kützing
48. Amphiroa subcylindrica E.Y.Dawson
49. Amphiroa taylorii E.Y.Dawson
50. Amphiroa tribulus (J.Ellis & Solander) J.V.Lamouroux - tip
51. Amphiroa ungulata Montagne & Millardet
52. Amphiroa valonioides Yendo
53. Amphiroa vanbosseae Me.Lemoine
54. Amphiroa yendoi Børgesen
55. Amphiroa yendoi De Toni